# ミタチ産業
ミタチ産業株式会社（ミタチさんぎょう、英: Mitachi Co., Ltd.）は、愛知県名古屋市中区に本社を置く電子部品の専門商社。

## 概要
主に自動車向けとパチンコ向けの電子部品や液晶を扱っている。
社名のミタチ産業のミタチは｢三つ（お客様、仕入先、当社）でなり立つ｣を意味する。

## 沿革
- 1976年（昭和51年）7月2日 - 「ミタチ産業株式会社」を設立[2]。
- 2004年（平成16年）4月21日 - 東京証券取引所第2部及び名古屋証券取引所第2部に株式を上場[2]。
- 2005年（平成17年）5月 - 東京証券取引所第1部及び名古屋証券取引所第1部に指定替え[2]。
- 2006年（平成18年）3月 - 大洋電機株式会社を子会社化[2]。
- 2009年（平成21年）12月25日 - スクリーン印刷機などの製造販売を行うミナミ株式会社と業務提携[4]。
- 2012年（平成24年）3月23日 - ミナミ株式会社との業務提携を解消[5]。
- 2013年（平成25年）4月1日 - 子会社の大洋電機株式会社を吸収合併[2][6]。

## 事業所
- 本社（管理）（愛知県名古屋市中区伊勢山）[7]
- 本社（営業）（愛知県名古屋市中区平和）[7]
- 三河支店（愛知県岡崎市）[7]
- 東京支店（東京都品川区）[7]
- 浜松支店（静岡県浜松市中央区）[7]
- 三河物流センター（愛知県豊川市）[7]

## 関連会社
- MEテック株式会社[7]
- フロア工業株式会社[7]
- M.A.TECHNOLOGY,INC.[7]
- 美達奇（香港）有限公司[7]
- 台湾美達旗(股)有限公司[7]
- 敏拓吉電子（上海）有限公司[7]
- 美達奇電子（深圳）有限公司[7]
- MITACHI (THAILAND) CO.,LTD.[7]
- PT. MITACHI INDONESIA[7]
- MITACHI INTERNATIONAL (MALAYSIA) SDN. BHD.[7]